# Guy Boothby

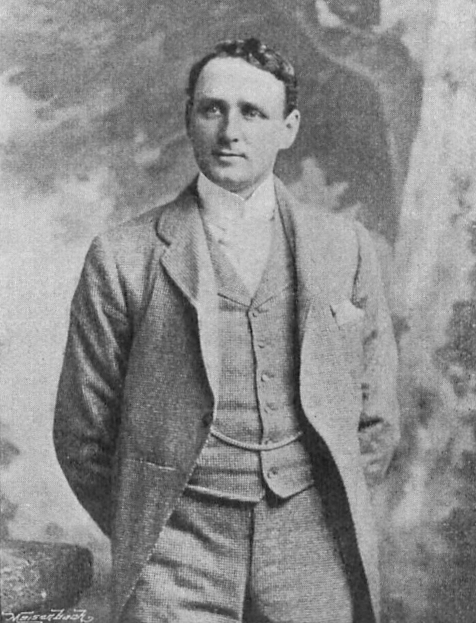
Guy Boothby

Guy Newell Boothby (* 13. Oktober 1867 in Adelaide, Australien; † 26. Februar 1905 in Bournemouth, England) war ein australischer Schriftsteller.

## Leben
Boothby war ein Sohn des australischen Abgeordneten Thomas Wilde Boothby. Sein Großvater war Benjamin Boothby, ein ehemaliger Richter am Obersten Gerichtshof South Australias.
Seine Schulzeit erlebte Boothby in Salisbury (bei Adelaide) und später am Christ’s Hospital in London. Bereits während seiner Schulzeit begann Boothby mit ersten literarischen Versuchen. 1890 entstand ein Libretto mit dem Titel Sylvia, das im Dezember desselben Jahres veröffentlicht wurde, und im darauffolgenden Jahr schrieb Boothby die Oper The Jonquil.
Seinen Lebensunterhalt verdiente Boothby als Sekretär des Bürgermeisters von Adelaide. Als solcher unternahm er zusammen mit seinem Bruder Benjamin eine Studienreise durch Australien. Die Erlebnisse dieser Unternehmung veröffentlichte er 1894 unter dem Titel On the Wallaby: Or, Through the East and Across Australia; sein Bruder lieferte dazu die Illustrationen.
Ende 1894 ging Boothby nach England und ließ sich in Bournemouth nieder. Dort lebte er bis an sein Lebensende.

## Rezeption
Bis auf wenige Ausnahmen ist Boothbys Werk (über 50 Titel) heute vergessen. Der Schauerroman Pharos, der Ägypter wurde in deutscher Übersetzung vor einigen Jahren neu aufgelegt. Seine Nikola-Serie ist erwähnenswert, da die Hauptfigur dem Doktor Mabuse ähnelt, dessen Erfinder Norbert Jacques fast Boothbys Zeitgenosse war. Im Wurdack-Verlag startete 2010 eine Serie von neuen deutschen Ausgaben dieser Reihe.
2012 startete der Wurdack-Verlag eine Reihe mit Fortsetzungen der Abenteuer Doctor Nikolas. Die Autoren sind der Übersetzer der vier Nikola-Romane Michael Böhnhardt und die Schriftstellerin Petra Hartmann:
- Michael Böhnhardt: Das Luftschiff des Doctor Nikola. Wurdack-Verlag, 2012, ISBN 978-3-938065-89-1.
- Petra Hartmann: Das Serum des Doctor Nikola. Wurdack-Verlag, 2013, ISBN 978-3-938065-92-1.

Des Weiteren erschuf Boothby 1897 die Figur des Gentleman-Gauners Simon Carne. Berühmte Figuren wie A. J. Raffles und Arsène Lupin folgten diesem Verbrecher-Typus.

## Bibliografie
Doctor Nikola
- 1 A Bid for Fortune or Dr. Nikola’s Vendetta (1895; auch: Enter Dr. Nikola!, 1975; auch: A Bid for Fortune; auch: Dr. Nikola’s Vendetta; or, A Bid for Fortune, 1908)
  - Deutsch: Die Rache des Doctor Nikola. Übersetzt von Michael Böhnhardt. Wurdack, Nittendorf 2010, ISBN 978-3-938065-61-7 (mit biographischer Einleitung, Liste der Nikola-Romane und weiterer Werke Boothbys).
- 2 Dr. Nikola (1896; auch: Dr. Nikola Returns, 1976)
  - Deutsch: Die Expedition des Doctor Nikola. Übersetzt von Michael Böhnhardt. Wurdack, Nittendorf 2010, ISBN 978-3-938065-63-1 (mit Informationen zur deutschen Übersetzung von 1912 und dem Boothby-Plagiat in „Der Mann mit den Teufelsaugen“, erschienen 1906 bei Münchmeyer).
- 3 The Lust of Hate (1898)
- 4 Dr. Nikola’s Experiment (1899)
  - Deutsch: Das Experiment des Doctor Nikola. Wurdack, Nittendorf 2011, ISBN 978-3-938065-73-0 (mit Informationen zum in der Reihe ausgelassenen Roman The Lust of Hate und mit Boothbys Kurzgeschichte A Professor of Egyptology – Eine Geschichte in Ägypten).
- 5 ’Farewell, Nikola’ (1901)
  - Deutsch: Der Palazzo des Doctor Nikola. Übersetzt von Michael Böhnhardt. Wurdack, Nittendorf 2011, ISBN 978-3-938065-74-7 (mit Boothbys Nachruf aus The Advertiser, Adelaide, 1. März 1905 sowie einer Bibliographie der deutschsprachigen Boothby-Romane und -Kurzgeschichten und der Story A strange Goldfield – Das verwunschene Goldfeld).
- Doctor Nikola, Master Criminal (Sammelausgabe von 1–2; 2009)

Romane
- On the Wallaby: Or, Through the East and Across Australia (Erlebnisbericht, 1894)
- In Strange Company: a Story of Chili and the Southern Seas (1894)
- A Lost Endeavour (1895)
- The Marriage of Esther: a Torres Straits Sketch (1895)
- The Beautiful White Devil (1897)
- Bushigrams (1897)
- The Fascination of the King (1897)
- The Phantom Stockman (1897)
- Sheila McLeod: a Heroine of the Back Blocks (1897)
- The Duchess of Wiltshire’s Diamonds (1897)
- The Beautiful White Devil (1897)
- Across The World For a Wife (1898)
- Pharos the Egyptian (1898)
  - Deutsch: Pharos der Ägypter. Mit Illustrationen von Timo Pfeifer. Nach der Übersetzung von Klara Berger. Vollständig überarbeitet und mit einem Nachwort von Karsten Schröder. Gollenstein, ISBN 978-3-933389-14-5.
- Love Made Manifest (1899)
- The Red Rat’s Daughter (1899)
- A Sailor’s Bride (1899)
- “Long Live the King!” (1900)
- A Maker of Nations (1900)
- A Prince of Swindlers (1900) (AKA The Viceroy’s Protegé)
- The Woman of Death (1900)
- A Cabinet Secret (1901)
- A Millionaire’s Love Story (1901)
- My Indian Queen: Being a Record of Sir Charles Verrinder, Baronet, in the East Indies (1901)
- The Mystery of the Clasped Hands (1901)
- The Rickshaw: a Farce in Two Acts (1901)
- My Strangest Case (1901)
- The Childerbridge Mystery (1902)
- The Curse of the Snake (1902)
- The Kidnapped President (1902)
- Uncle Joe’s Legacy: and Other Stories (1902)
- Connie Burt (1903)
- The Countess Londa (1903)
- The League of Twelve (1903)
- A Queer Affair (1903)
- A Two-fold Inheritance (1903)
- A Bid for Freedom (1904)
- A Bride from the Sea (1904)
- A Consummate Scoundrel (1904)
- A Desperate Conspiracy (1904)
- An Ocean Secret (1904)
- A Brighton Tragedy (1905)
- A Crime of the Under-seas (1905)
- For Love of Her (1905)
- In Spite of the Czar (1905)
- A Lost Endeavor (1905)
- The Race of Life (1906)
- A Stolen Peer (1906)
- The Man of the Crag (1907)
- In the Power of the Sultan (1908)

Sammlungen
- Billy Binks, Hero and Other Stories (1898)
- The Lady of the Island (1904)
- A Royal Affair: and Other Stories (1906)

Kurzgeschichten
1897:
- One of the Cloth (1897, in: Guy Boothby: Bushigrams) (dt. Der Fall Centipede, 2015; in Digger: Wie sich Gefangeneninspektor Stoneman sein Frühstück verdiente … und andere australische Klassiker, Balladine Publishing, Hamburg 2017, ISBN 978-3-945035-12-2)

1904:
- The Black Lady of Brin Tor (1904, in: Guy Boothby: The Lady of the Island)
- Bones, Imperialist (1904, in: Guy Boothby: The Lady of the Island)
- A Close Thing (1904, in: Guy Boothby: The Lady of the Island)
- The Convict Catcher (1904, in: Guy Boothby: The Lady of the Island)
- For Love or Lucre (1904, in: Guy Boothby: The Lady of the Island)
- The Lady of the Island (1904, in: Guy Boothby: The Lady of the Island)
- My Mysterious Bushman (1904, in: Guy Boothby: The Lady of the Island)
- A Professor of Egyptology (1904, in: Guy Boothby: The Lady of the Island)
- A Rogue’s Sacrifice (1904, in: Guy Boothby: The Lady of the Island)
- A Strange Goldfield (1904, in: Guy Boothby: The Lady of the Island)
- Treason by Football (1904, in: Guy Boothby: The Lady of the Island)

1929:
- The Treasure of Sacramento Nick (1929, in: Thrillers)

1979:
- Remorseless Vengeance (1979, in: Hugh Lamb (Hrsg.): Tales from a Gas-Lit Graveyard)

1994:
- With Three Phantoms (1994, in: Ken Gelder (Hrsg.): The Oxford Book of Australian Ghost Stories)

2007:
- The Death Child (2007, in: James Doig (Hrsg.): Australian Gothic: An Anthology of Australian Supernatural Fiction: 1867-1939)

Drama
- Sylvia, or, The Marquis and the maid : Comic Opera in Two Acts (1890, Musik von Cecil James Sharp)
- The Jonquille : A Romantic Drama in Four Acts (1891, Musik von Cecil James Sharp; auch: The Jonquil)
- The Boundary Rider : A Play in One Act (1901)